# William Villiers-Stuart
William Villiers-Stuart (21 agosto 1804 – 7 novembre 1873) è stato un militare e politico britannico.

## Biografia
William Stuart, era il secondo figlio di Lord Henry Stuart, terzo figlio di John Stuart, I marchese di Bute, Contea di Kilkenny, Irlanda. Sua madre era Lady Gertrude Amelia, figlia ed erede di George Mason-Villiers, II conte Grandison, mentre Henry Villiers-Stuart, I barone Stuart de Decies era suo fratello maggiore. Nel 1822 assunse con licenza reale il cognome aggiuntivo dei Villiers.
Villiers-Stuart fu capitano del 12th Royal Lancers. Nel 1835 tornò in parlamento come uno dei due rappresentanti della contea di Waterford, un seggio che mantenne fino al 1847. Fu poi nominato Alto Sceriffo della Contea di Kilkenny per il 1848-49. 
Villiers-Stuart sposò Catherine, figlia di Michael Cock di Castletown, nel 1833 ed ebbero diversi figli. Morì nel novembre 1873, all'età di 69 anni. Sua moglie gli sopravvisse morì nel settembre 1879.

## Ascendenza
|                                           |                      |                                                | Genitori                                |  |  | Nonni |  |  | Bisnonni                       |  |  | Trisnonni                      |  |
|                                           |                      |                                                |                                         |  |  |       |  |  | John Stuart, III conte di Bute |  |  | James Stuart, II conte di Bute |  |
|                                           |                      |                                                |                                         |  |  |       |  |  | John Stuart, III conte di Bute |  |  | James Stuart, II conte di Bute |  |
|                                           |                      | lady Anne Campbell                             |                                         |  |  |       |  |  | John Stuart, III conte di Bute |  |  |                                |  |
| John Stuart, I marchese di Bute           |                      |                                                |                                         |  |  |       |  |  | John Stuart, III conte di Bute |  |  |                                |  |
|                                           |                      | Mary Wortley-Montagu, I baronessa Mount Stuart | Edward Wortley-Montagu                  |  |  |       |  |  |                                |  |  |                                |  |
|                                           |                      | Mary Wortley-Montagu, I baronessa Mount Stuart | Edward Wortley-Montagu                  |  |  |       |  |  |                                |  |  |                                |  |
|                                           |                      | Mary Wortley-Montagu, I baronessa Mount Stuart | lady Mary Pierrepont                    |  |  |       |  |  |                                |  |  |                                |  |
| lord Henry Stuart-Villiers                |                      | Mary Wortley-Montagu, I baronessa Mount Stuart |                                         |  |  |       |  |  |                                |  |  |                                |  |
|                                           |                      | Herbert Windsor, II visconte Windsor           | Thomas Windsor, I visconte Windsor      |  |  |       |  |  |                                |  |  |                                |  |
|                                           |                      | Herbert Windsor, II visconte Windsor           | Thomas Windsor, I visconte Windsor      |  |  |       |  |  |                                |  |  |                                |  |
|                                           |                      | Herbert Windsor, II visconte Windsor           | lady Charlotte Herbert                  |  |  |       |  |  |                                |  |  |                                |  |
| lady Charlotte Jane Windsor               |                      | Herbert Windsor, II visconte Windsor           |                                         |  |  |       |  |  |                                |  |  |                                |  |
|                                           |                      | Alice Clavering                                | sir John Clavering, III baronetto       |  |  |       |  |  |                                |  |  |                                |  |
|                                           |                      | Alice Clavering                                | sir John Clavering, III baronetto       |  |  |       |  |  |                                |  |  |                                |  |
|                                           |                      | Alice Clavering                                | Jane Mallabar                           |  |  |       |  |  |                                |  |  |                                |  |
| hon. William Stuart-Villiers              |                      | Alice Clavering                                |                                         |  |  |       |  |  |                                |  |  |                                |  |
|                                           | sir Aland John Mason | John Mason                                     |                                         |  |  |       |  |  |                                |  |  |                                |  |
|                                           | sir Aland John Mason | John Mason                                     |                                         |  |  |       |  |  |                                |  |  |                                |  |
|                                           | sir Aland John Mason | Jane Aland                                     |                                         |  |  |       |  |  |                                |  |  |                                |  |
| George Mason-Villiers, II conte Grandison | sir Aland John Mason |                                                |                                         |  |  |       |  |  |                                |  |  |                                |  |
|                                           |                      | Elizabeth FitzGerald, I contessa Grandison     | John Villiers, I conte Grandison        |  |  |       |  |  |                                |  |  |                                |  |
|                                           |                      | Elizabeth FitzGerald, I contessa Grandison     | John Villiers, I conte Grandison        |  |  |       |  |  |                                |  |  |                                |  |
|                                           |                      | Elizabeth FitzGerald, I contessa Grandison     | Frances Cary                            |  |  |       |  |  |                                |  |  |                                |  |
| lady Gertrude Amelia Mason-Villiers       |                      | Elizabeth FitzGerald, I contessa Grandison     |                                         |  |  |       |  |  |                                |  |  |                                |  |
|                                           |                      | Francis Seymour-Conway, I marchese di Hertford | Francis Seymour-Conway, I barone Conway |  |  |       |  |  |                                |  |  |                                |  |
|                                           |                      | Francis Seymour-Conway, I marchese di Hertford | Francis Seymour-Conway, I barone Conway |  |  |       |  |  |                                |  |  |                                |  |
|                                           |                      | Francis Seymour-Conway, I marchese di Hertford | Charlotte Shorter                       |  |  |       |  |  |                                |  |  |                                |  |
| lady Gertrude Seymour-Conway              |                      | Francis Seymour-Conway, I marchese di Hertford |                                         |  |  |       |  |  |                                |  |  |                                |  |
|                                           |                      | lady Isabella Fitzroy                          | Charles FitzRoy, II duca di Grafton     |  |  |       |  |  |                                |  |  |                                |  |
|                                           |                      | lady Isabella Fitzroy                          | Charles FitzRoy, II duca di Grafton     |  |  |       |  |  |                                |  |  |                                |  |
|                                           |                      | lady Isabella Fitzroy                          | lady Harriet Beaufort Somerset          |  |  |       |  |  |                                |  |  |                                |  |
|                                           |                      | lady Isabella Fitzroy                          |                                         |  |  |       |  |  |                                |  |  |                                |  |